# Armatka genowa
Mikrowstrzeliwanie (metoda armatki genowej, metoda biolistyczna) jest metodą bezwektorowej (bezpośredniej) transformacji, polegającą na wprowadzeniu do komórek metalowego pyłu, którego cząstki - wielkości do kilku mikrometrów - oblepione są łańcuchami DNA, rzadziej RNA. Metal, którego cząstki wykorzystuje się jako swego rodzaju mikropociski, dobrany jest tak, aby wykazywał możliwie najniższą aktywność fizjologiczną w komórkach i w związku z tym w możliwie najmniejszym stopniu zakłócał ich działanie. Najczęściej wykorzystuje się pył wolframowy lub złoty.